# Stacy London
Stacy London (Nova Iorque, 25 de maio de 1969) é uma consultora de moda americana, conhecida principalmente por fazer parte do programa de televisão What Not to Wear.

## Biografia
London nasceu e cresceu em Nova Iorque. É descendente de judeus por parte do pai e de sicilianos por parte da mãe. Sua madrasta, Victoria, é romancista. Sua mãe, Joy, trabalhou como uma empreendedora capitalista e seu pai, Herbert London, é o presidente do Hudson Institute. Formou-se na Vassar College e fez graduação em Filosofia e Literatura em alemão, além de sido  membro do Phi Beta Kappa. Foi durante um estágio de verão em Paris, no departamento de relações pública de Christian Dior, que London tomou a decisão de seguir uma carreira na indústria da moda.

## Carreira
London começou sua carreira como uma assistente de moda na revista Catco e, mais tarde, tornou-se a editora sênior de moda da Mademoiselle. Ela também cuidou da produção de fotos de moda para outras publicações, incluindo Italian D, Nylon, e Contents. Além disso, deu consultoria de moda para celebridades como Kate Winslet e Liv Tyler, e em programas de moda para os designers Rebecca Taylor, Ghost e Vivienne Tam. London já trabalhou em muitas campanhas publicitárias; sua lista inclui Hanes, Wonderbra, Bali, Procter & Gamble, CoverGirl, Suave, Target, Levi Strauss & Co., Maytag, Swatch, Longines e Calvin Klein.
Ela foi co-anfitriã do programa What Not to Wear que estreou em 2003. Em 2005, ela e seu parceiro de trabalho, Clinton Kelly, escreveram um livro intitulado Dress Your Best. London é conhecida por sua paixão por sapatos de salto alto, tendo uma coleção composta por 300 pares. No episódio do "Melhor de 2005" do programa What Not to Wear, Clinton Kelly brincou com London dizendo: "há quase tantos bons momentos quanto há saltos altos no guarda roupa de Stacy". Em 2008, London também foi anfitriã do seu próprio talk show, Shut Up! It's Stacy London!, que foi o episódio piloto para Fashionably Late with Stacy London. Ela também fez matérias de moda para a Weekend Today, The Early Show, Good Day Live e  Access Hollywood. Ela frequentemente contribui no programa Today Show.
De 2009 a 2010, London foi embaixadora da Pantene, Woolite, Dr. Scholl's e Riders da Lee. Além disso, ela e sua parceira de negócios, Cindy McLaughlin, co-fundaram o Style for Hire—um serviço online que combina as pessoas com personal stylists que vivem na sua região. O objetivo é levar o serviço dos profissionais as pessoas de classe média. Uma versão de teste do Style for Hire foi lançado em 13 de setembro de 2013 em  Washington, D.C. A agência foi fundada em 16 de abril de 2012. Desde o lançamento, há 135 profissionais em 24 cidades. London também é a diretora criativa para a Westfield Style e editora chefe da revista Westfield STYLE.
London foi a produtora executiva de Big Brooklyn Style, um reality show sobre a experiência dos clientes na Lee Lee's Valise em NY. O programa estreou em 29 de maio de 2012 na TLC. Em fevereiro de 2013, ela começou a contribuir na revista Shape, escrevendo uma matéria de moda todo mês. Em março de 2013, a TLC anunciou que a última temporada de What Not to Wear começaria em julho. London disse que o programa mudou ela e a trajetória de sua vida e que espera que tenha ajudado muitas pessoas. Em janeiro de 2015, TLC anunciou que London irá apresentar Pegar ou Largar, um programa similar ao What Not to Wear.

## Vida pessoal
Quando era criança, London sofreu de psoríase. Devido a isso, mais tarde, se tornou a porta voz da Fundação Nacional de Psoríase em 2007 e para a campanha "Descubra sua Confiança" para a AbbVie em 2013. Ela é bastante conhecida por ter um fio de cabelo cinza natural, que ela tem desde os onze anos. Seu contrato com a Pantene possui uma "cláusula cinza" para mantê-lo. No começo dos anos 90, London lutou contra anorexia nervosa, compulsão alimentar e problemas de peso. Em uma entrevista de 2007 a revista Sirens, ela disse: "Eu tive todos os tamanhos em minha vida. Já fui menor que zero e já usei tamanho 16. Eu tive muitos problemas com a imagem corporal e peso e realmente tive muito trabalho para reconhecer que, em todos os pesos, não importava como eu me sentia, eu ainda conseguia encontrar um vestido que me fizesse sentir sexy e poderosa".